# Klaus Herlitz

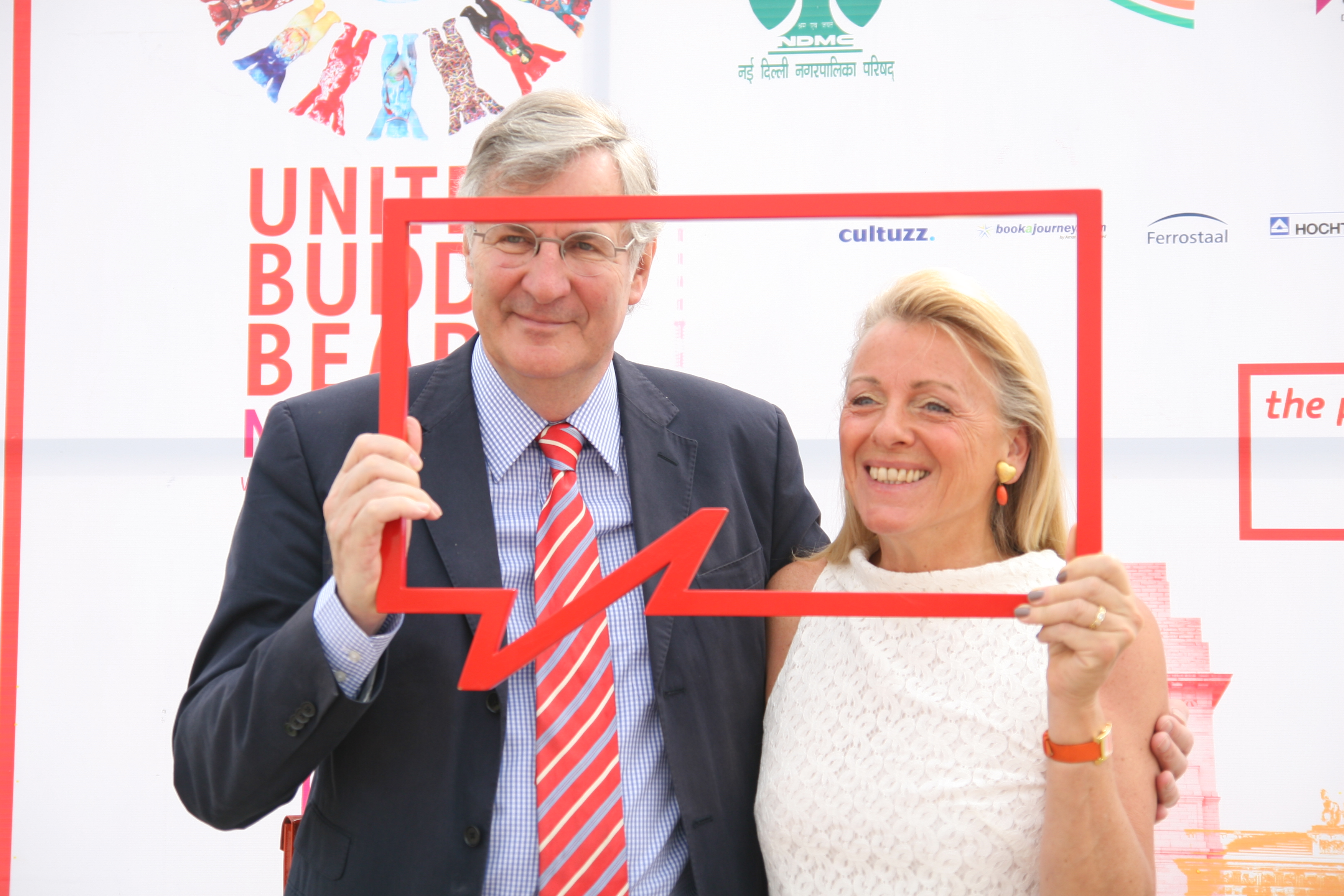
Klaus und Eva Herlitz (2012)

Klaus Herlitz (* 27. September 1947 in Berlin) ist ein deutscher Unternehmer.

## Leben
Herlitz wurde als Sohn von Edith und Günter Herlitz in Berlin geboren, wo er das Walther-Rathenau-Gymnasium besuchte. 1972 heiratete er Eva Herlitz (1952–2021), mit der er drei Söhne hat.

### 1972 bis 1997
Nach Schule, Betriebswirtschafts-Studium, Diplom und Promotion an der Freien Universität Berlin, trat er 1972 in den väterlichen Betrieb ein, der 1977 in eine Aktiengesellschaft umgewandelt wurde. Bis 1997 gehörte er dem Vorstand der Herlitz AG an und war verantwortlich für die Bereiche Marketing und Einkauf, zeitweise auch für Finanzen sowie den Vertrieb außerhalb der deutschsprachigen Länder.
Herlitz sorgte nicht nur im eigenen Unternehmen für ein umweltverträgliches Sortiment (u. a. wurde PVC aus allen Büro- und Schulprodukten eliminiert), er setzte dies auch national und europaweit in der PBS-Branche um (u. a. wurde das chlorfrei-gebleichte Papier Aqua Pro Natura europaweit eingeführt). Für sein Engagement erhielt er mehrere Umweltpreise, u. a. von der damaligen Bundesumweltministerin Angela Merkel.
Er etablierte die Marke Herlitz in der Papier-, Büro- und Schreibwarenbranche. Jährlich wurden neue Produktideen im Markt eingeführt, unter anderem
- der erste Füllhalter mit Löschfunktion, der Herlitz Tornado SLS,
- der vom Museum of Modern Art mit einem Design-Preis ausgezeichnete Farbkasten Herlitz Aqua Color 24,
- der Schulranzen Herlitz Masters,
- die ersten Schulhefte mit Comic-Figuren.

### 1997 bis 2001
Unter der Firmierung HMS beriet Herlitz mehrere deutsche Unternehmungen in Markenführung sowie im Merchandising.
Als Präsident des Golf- und Country Club Seddiner See e. V. (1997 bis 2002) gelingt es Herlitz zusammen mit dem Vereinsvorstand, dass die seit 1994 von der HypoVereinsbank entwickelten südwestlich von Berlin liegenden Golfanlagen im Dezember 2000 durch die Vereinsmitglieder und Aktionäre gekauft werden konnten. Der Verein und die dazugehörige Golf- und Country Club Seddiner See AG konnten saniert werden, die Golfanlage zählt – laut Peugeot Golf Guide – heute zu den Top 20 in Europa. 2005 ernannte die Mitgliederversammlung Herlitz zum Ehrenpräsidenten des Vereins.

### 2001 bis heute: Buddy Bär
Zusammen mit seiner Frau Eva Herlitz gründete er 2001 die Buddy Bär Berlin GmbH. Auf Straßen und Plätzen Berlins wurden rund 250 Bärenskulpturen ausgestellt.
Ein Jahr später wurde erstmals die Idee der United Buddy Bears umgesetzt. Diese repräsentieren über 140 Mitgliedstaaten der Vereinten Nationen. Jeder Bär wurde individuell von einem Künstler aus diesen Ländern für sein Heimatland gestaltet. Die Künstler kamen aus aller Welt nach Berlin und bemalten in einem Großraum-Atelier jeweils eine Skulptur. Die Vielfalt der künstlerischen Ausdrucksformen soll die Vielfalt der Menschen auf der Erde widerspiegeln.
Die ersten beiden Ausstellungen der United Buddy Bears fanden 2002 und 2003 in Berlin neben dem Brandenburger Tor, auf dem Gelände, auf dem seit 2008 die neue Amerikanische Botschaft steht, statt. Ab 2004 folgten Ausstellungen in der ganzen Welt, u. a. in Hongkong, Kitzbühel (Tirol), Istanbul, Tokio, Seoul, Sydney, Wien, Kairo, Jerusalem, Warschau, Pjöngjang, Buenos Aires, Montevideo, Astana (Kasachstan), Helsinki, Sofia, Kuala Lumpur, Neu-Delhi, Sankt Petersburg, Paris, Rio de Janeiro, Havanna, Santiago de Chile, Riga, Guatemala-Stadt und Ljubljana.
Durch Spenden und Versteigerungen von Buddy Bären sind bisher über 2,6 Millionen Euro für UNICEF und diverse lokale Kinderhilfsorganisationen im In- und Ausland zusammengekommen. Um in Einzelfällen Kindern schnell, gezielt und unbürokratisch helfen zu können, wurde 2004 auf Initiative von Eva Herlitz der Verein Buddy Bear Help gegründet.

## Sonstiges
Ende der 1960er und Anfang der 1970er Jahre spielte Herlitz in der Basketball-Bundesliga, zunächst für den Berliner SV 1892, später beim DTV Charlottenburg.

## Auszeichnungen
- 2005: Ehrenpräsident des Golf- und Country Club Seddiner See e. V.
- 2011: Blue Hearts Award[16][17]
- 2013: Verdienstorden des Landes Berlin[18]
- 2019: Bundesverdienstkreuz am Bande[19]

## Veröffentlichungen
- mit Eva Herlitz: Buddy Bär Berlin Show. Neptun, Kreuzlingen 2001, ISBN 3-85820-152-9.
- mit Eva Herlitz (Hrsg.): United Buddy Bears – Die Kunst der Toleranz. 2. Auflage. Bostelmann & Siebenhaar, Berlin 2003, ISBN 3-936962-00-6.
- mit Eva Herlitz: United Buddy Bears – World Tour. Neptun, Kreuzlingen 2006, ISBN 3-85820-189-8.
- mit Eva Herlitz: United Buddy Bears – The Art of Tolerance. Deutsch/Englisch. 2009, ISBN 978-3-00-029417-4.
- mit Eva Herlitz: Buddy Bear Berlin. 2012, ISBN 978-3-00-038736-4.
- mit Eva Herlitz: United Buddy Bears – The Art of Tolerance on World Tour. Englisch/Deutsch. 2017, ISBN 978-3-00-057649-2.
- Die Buddy Bären und der schneeweiße Elefant. Illustrationen von Manon Kahle. 2010/2011, ISBN 978-3-00-032739-1.[20]